# Slagslunde
Slagslunde er en by i Nordsjælland med 906 indbyggere  (2024). Slagslunde er beliggende to kilometer syd for Buresø, fire kilometer vest for Ganløse og 30 kilometer nordvest for Københavns centrum. Byen ligger i Region Hovedstaden og tilhører Egedal Kommune.
Slagslunde er beliggende i Slagslunde Sogn og Slagslunde Kirke ligger i byen. Slagslunde Musikfestival er en årlig musikfestival ved Slagslunde gadekær, hvor "byens sønner" optræder på Store scene med alt fra folkemusik til rock.
Julekalenderen Nissebanden er optaget i Slagslunde.

## Historie
Ved udgravninger vest for Slagslunde blev der i slutningen af 2003 fundet rester af huse fra den sidste del af germansk jernalder og tidlig vikingetid ca. 400-800 e.Kr. 
Slagslunde (Slarfslunde) nævnes første gang i 1186 i forbindelse med et gavebrev fra Absalon til Roskilde bispestol. Endelsen "lunde" er en bøjningsform af ordet "lund", altså noget med skov. Forleddet formodes at være et personnavn. Slagslunde nævnes igen i Roskildebispens jordebog omkring år 1370 som Slarslunde.
I Slagslunde lå en hovedgård, der i 1387 var beboet af Torbjørn Gundersen, 1460–86 af Jens Wiliomsen og senere af væbneren Erik Tygesen. Eftersom gården tidligere tilhørte
Roskilde Bispestol, er det muligt, at de nævnte beboere kun havde den i forlening. I 1516 havde Oluf Skinkel det daværende Slagslunde Len, som han beholdt, efter at det 1536 var blevet krongods. Han blev i 1556 efterfulgt af kongens køgemester Albert Muus, men efter dennes død ophørte Slagslunde at være et selvstændigt len.
Slagslunde landsby bestod i 1682 af 14 gårde, 1 hus med jord og 10 huse uden jord. Det samlede dyrkede areal udgjorde 357,4 tønder land skyldsat til 92,55 tønder hartkorn. Dyrkningsformen var trevangsbrug. Slagslunde Hovgård havde på samme tid 93,9 tønder land skyldsat til 29,54 tønder hartkorn.
Kunstmaleren Hans Knudsen døde i 1947 i Slagslunde og havde malet motiver fra landsbyen og omegn.
Slagslunde lå indtil omkring 1960 uden for den fremadskridende byudvikling i tilknytning til hovedstaden, men i Partiel Byudviklingsplan nr. 4 for Københavns-egnen fra 1960 blev det forudset, at byen ville blive inddraget i byudviklingen. Baggrunden herfor var en række udstykninger i de foregående år samt forhandlinger mellem sognerådet i Slagslunde-Ganløse Kommune og byudviklingsudvalget den 4. september 1958 om mulig byudvikling. Slagslunde var på daværende tidspunkt delvist kloakeret, og en del af det planlagte byudviklingsområde endte i inderzone, mens resten endte i mellemzone "under hensyn til det ønskelige i at sikre udvidelsesområder for landsbyen". I betænkningen blev det skønnet, at der lå 45 boliger i den daværende bebyggelse og var plads til yderligere 50 boliger i inderzonen og 90 i mellemzonen, i alt 140 svarende til et skønnet indbyggertal på 420.